# (15788) 1993 SB
(15788) 1993 SB é um objeto transnetuniano que está localizado no cinturão de Kuiper, uma região do Sistema Solar. Este corpo celeste é classificado como um plutino, pois, o mesmo está em uma ressonância orbital de 2:3 com o planeta Netuno. Foi um dos primeiros plutinos descobertos e o primeiro a receber um número, ele foi descoberto dois dias e um dia depois de (385185) 1993 RO e 1993 RP, respectivamente. Este objeto possui uma magnitude absoluta de 7,9 e tem um diâmetro estimado de 116 km.

## Descoberta
(15788) 1993 SB foi descoberto no dia 16 de setembro de 1993 pelos astrônomos I. P. Williams, A. Fitzsimmons e D. O'Ceallaigh, através do Observatório La Palma com o Telescópio Isaac Newton.

## Órbita
A órbita de (15788) 1993 SB tem uma excentricidade de 0,3251, possui um semieixo maior de 39,672 UA e um período orbital de 249,88 anos. O seu periélio leva o mesmo a uma distância de 26,773 UA em relação ao Sol e seu afélio a 52,571 UA.